# ۍ
ۍ حرف من الحروف الإضافية في الأبجدية العربية. يضاف هذا الحرف إلى الأبجدية العربية لترجمة بعض الأحرف الأجنبية ترجمة صوتية.

## الكتابة
| الموقع من الكلمة: | معزول | بدائي | وسطي | نهائي |
| ----------------- | ----- | ----- | ---- | ----- |
| شكل الحرف:        | ۍ     | ۍ     | ـۍ   | ـۍ    |